# 美裸胸鱔
美裸胸鱔，又稱美裸胸鯙，為輻鰭魚綱鰻鱺目鯙亞目鯙科的其中一種，分布於印度西太平洋區，從紅海、東非至薩摩亞群島海域，棲息深度92-450公尺，體長可達64.7公分，為底棲性魚類，生活在礁石區，屬肉食性，生活習性不明。

## 擴展閱讀
1. ↑  Smith, D.G.; McCosker, J.; Tighe, K. . The IUCN Red List of Threatened Species. 2019, 2019: e.T195721A2407773. doi:10.2305/IUCN.UK.2019-1.RLTS.T195721A2407773.en .

 維基物種上的相關：美裸胸鱔